# Liu He (Politiker)

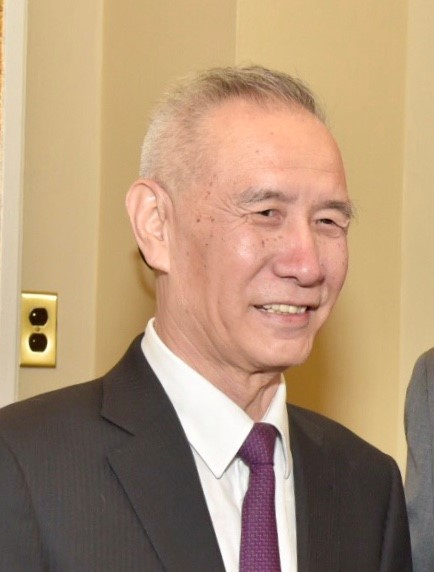
Liu He, 2018

Liu He (chinesisch 刘鹤, Pinyin Liú Hè; * 25. Januar 1952 in der Stadt Peking) ist ein chinesischer kommunistischer Politiker im Ruhestand. Von 2018 bis 2023 war er Vizeministerpräsident der Volksrepublik China mit dem Aufgabengebiet Wirtschaft und Finanzen. Im Oktober 2017 wurde er Mitglied des 19. Politbüros der Kommunistischen Partei Chinas. Er ist Ökonom und studierte an der Chinesischen Volksuniversität, der Seton Hall University und an der Harvard University. Er gilt als enger Vertrauter von Präsident Xi Jinping.

## Politischer Werdegang
Liu hat Hu Jintao als Wirtschaftsberater unterstützt. Von 2011 bis 2014 war er Vize-Direktor des Development Research Center des Staatsrats. Er war von 2012 bis 2017 Mitglied des 18. Zentralkomitees der Kommunistischen Partei Chinas. Seit 2013 ist er Vize-Direktor der Staatlichen Kommission für Entwicklungs und Reform sowie Leiter der Finanz- und Wirtschaftsabteilung und Mitglied im Generalbüro des Ständigen Ausschusses des Politbüros der KPCh. Im Oktober 2017 wurde er in den 19. Ständigen Ausschuss des Politbüros der KPCh gewählt und ist dort weiterhin Leiter der Finanz- und Wirtschaftsabteilung sowie im Sekretariat. Im März 2018 wurde er Vizeministerpräsident. Im Juni 2021 wurde bekannt, dass Liu von Xi Jinping beauftragt wurde, die Entwicklung der dritten Halbleiter-Generation voranzutreiben.

## Wirtschaftspolitische Standpunkte
Während Lius Zeit am Development Research Center des Staatsrates wurde das Konzept für Reformen bis zum Jahr 2020 erarbeitet. Acht Reformvorhaben sind nach Lius Ansicht vorrangig: Reform des Staatsapparates, Vertiefung der Reform von Monopolindustrien, Reform des Verwaltungssystems von Grund und Boden, Reform des Finanzsystems, Steuerreform, Reform der Verwaltung von Staatseigentum, Aufbau eines auf Unternehmen basierenden Innovationssystems sowie eine Reform des Außenwirtschaftssystems. Im Rahmen der Reform des Staatsapparates plädiert er für eine klarere Kompetenzverteilung von Zentral- und Lokalregierungen und die Unterbindung von Eigenmächtigkeiten von den Lokalregierungen; in diesem Zusammenhang verweist er darauf, dass die Kommunen die Verantwortung für ihre Schulden selber zu übernehmen haben. Nach Liu besteht bei einer Verwaltungsreform von Grund und Boden die Gefahr, dass die Kommunen ihre Schulden nicht tilgen können, weil sie ihre Einnahmen vornehmlich durch Landverpachtung generieren. Das ländliche Haushalts-Verantwortungssystem (chinesisch 家庭聯產承包責任制 / 家庭联产承包责任制, Pinyin Jiātíng liánchǎn chéngbāo zérènzhì) für die Bauern muss seiner Ansicht nach noch länger bestehen bleiben. Das Finanzsystem berge Risiken, welche insbesondere auf lokaler Ebene auftreten – so Liu. Liu wird als Wirtschaftschef der gegenwärtigen Regierung bezeichnet und es wird davon ausgegangenen, dass er Wirtschaftsreformen umsetzen will.

### Reform der Staatsunternehmen
Die Staatsunternehmen möchte Liu effizienter gestalten und ähnlich dem Vorbild in Singapur reformieren. Im Sommer 2018 wurde er für die Reform der staatseigenen Unternehmen in der VR China innenpolitisch aktiv. Auf dem 19. Parteitag der KPCh im Oktober 2019 äußerte Liu, dass die Staatsunternehmen größer, besser und stärker werden müssten.

### Engagement im Außenhandel
Beim Außenwirtschaftssystem fordert er eine weitere Öffnung des chinesischen Dienstleistungssektors. Ferner plädiert er für eine stärkere Verhandlungsbereitschaft mit dem Ausland und unterstützt die Idee von Institutionen, wie die WTO, bei denen sich China seiner Ansicht nach stärker engagieren sollte.
Liu He war als Verhandlungsführer mehrfach in den USA, um mit US-Präsident Donald Trump über den Handelskonflikt zwischen den Vereinigten Staaten und der Volksrepublik China zu verhandeln. Ihm wird die Zuständigkeit für den Welthandel innerhalb der chinesischen Regierung zugeschrieben. Im August 2019 sprach sich Liu im eskalierenden Handelskonflikt mit den USA für weitere Verhandlungen aus. Am 16. Januar 2020 unterzeichneten Liu He und Donald Trump das sogenannte Phase-Eins-Abkommen in Washington. Damit wurde ein erstes Teilabkommen im Handelskonflikt zwischen den Vereinigten Staaten und China erreicht. Liu erläuterte vor Journalisten, dass das Abkommen andere Handelspartner Chinas ebenfalls zugutekommen würde.
Am 17. April 2020 sprach Liu telefonisch mit Vizepräsidenten der EU-Kommission Valdis Dombrovskis, um die Gespräche über ein Investitionsabkommen wieder aufzunehmen, die im Rahmen der COVID-19-Pandemie zum Erliegen gekommen waren. Angenommen wird, dass er sich jetzt auf Gespräche mit der EU fokussiert, da Kompromisse im Handelskonflikt mit den USA nicht sichtbar sind.

## Werke
- 刘鹤 (Autor), 两次全球大危机的比较研究 (Titel), 中国经济出版社 (Verlag), 2013, ISBN 978-7-5136-2310-0.
- 刘鹤 (Autor), 石化产业空间组织的演进机理与模式 (Titel), 科学出版社 (Verlag), 2013.
- 李伟/刘鹤, 国务院发展研究中心课题组 (Hrsg.),新一轮改革的战略和路径 (Titel), 中信出版社 (Verlag), 2013, ISBN 978-7-5086-4245-1.